# Sicyos montanus
Sicyos montanus là một loài thực vật có hoa trong họ Cucurbitaceae. Loài này được Poepp. & Endl. miêu tả khoa học đầu tiên năm 1838.